# Arne Fahlstrøm
Arne (Joma) Fahlstrøm, född 5 juli 1893 i Kristiania, Norge, död 15 april 1912, var en norsk skådespelare, som är mest känd för att ha dött vid förlisningen av RMS Titanic.

## Biografi
Arne Fahlstrøm växte upp på Slemdal i Christiania som ende son till skådespelarparet Johan Fahlstrøm och Alma Fahlstrøm. Makarna Fahlstrøm var ett av Norges mer kända skådespelarpar före första världskrigets utbrott. Familjen drev under sin aktiva tid som skådespelare teatern Fahlstrøms teater. Arne Fahlstrøms moster var skådespelaren Harriet Bosse som under några år var gift med författaren August Strindberg.

## Resan med Titanic
Som gåva för att ha klarat avlägga sin examen fick Arne pengar till att resa till USA för att utvecklas som skådespelare och utbilda sig inom filmen. 
Arne Fahlstrøm påbörjade sin resa till USA den 3 april 1912, då han lämnade Christiania med "Steamer Oslo" (Wilsonlinjen) och reste till Hull i England. Därifrån reste han till Southampton för att gå ombord på RMS Titanic den 10 april 1912.
Ombord var han den ende av de 31 norska passagerarna som reste i andra klass. På båten fanns i övrigt 28 norska passagerare som reste i tredje klass och paret Østby som reste i första klass. Arne Fahlstrøm var den ensam norrman om att ha någon sorts kändisstatus. Arne Fahlstøm miste livet under förlisningen av RMS Titanic, endast 18 år gammal.

## Efter hans död
Arne Fahlstrøms föräldrar var på semester i Köpenhamn när de fick meddelandet att Arne hade dött. Föräldrarna kom aldrig över förlusten, året därpå stängdes Fahlstrøms teater och de bildade senare en fond i Arnes namn för fattiga skådespelare.
Paret testamenterade också sin förmögenhet till Redningsselskapet, som döpte två båtar efter Arne. Arne Fahlstrøm nämns också i det norska skillingtrycket "En Sang om Kjæmpeskibet Titanics Undergang paa Atlanterhavet". År 1948 donerade föräldrarna en staty av Pietro Tacca till Slemdal skola, till minne av deras son som hade varit elev på skolan.